# Starburst (bonbon)
Pour les articles homonymes, voir Starburst.

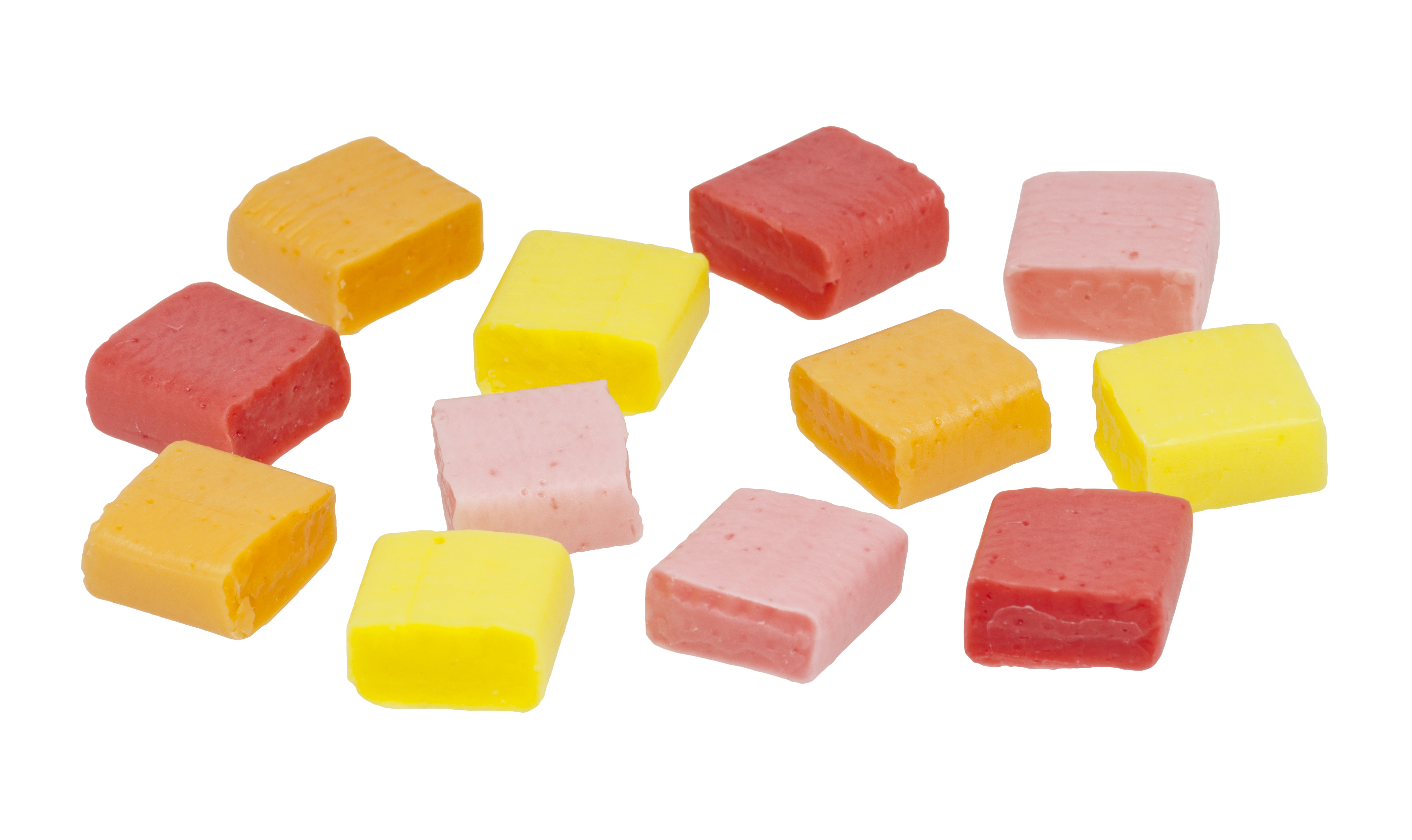
Starburst

Starburst (anciennement connu sous le nom de Opal Fruits) est une marque de bonbons mous de forme cubiques et aromatisés aux fruits produite par Mars Incorporated. Les produits Starburst existent également sous la forme de bonbon gélatiné, sucette, confiserie, polkagris ou encore gloss.

## Histoire
Starburst a été introduit par Mars Incorporated en 1960 sous la marque Opal Fruits. Les quatre arômes originaux étaient la fraise, le citron, l'orange, et la lime.
La marque Opal Fruits a été retiré du marché au Royaume-Uni, suivi par l'Irlande en 1998 afin de standardiser les produits dans un marché dorénavant mondialisé et ce en dépit de quelques lamentations sur la perte d'identité de la marque. La chaine de supermarchés ASDA ressuscita la marque originelle Opal Fruits au Royaume-Uni pendant douze semaines à partir du 10 mai 2008.
Le slogan actuel aux États-Unis est Share Something Juicy (partage quelque chose de juteux) et "Get your juices going!" au Royaume-Uni et en Australie.